# الکسیوکا (شهرستان بیژبولیاکسکی، باشقیرستان)
الکسیوکا (انگلیسی: Alexeyevka, Bizhbulyaksky Selsoviet, Bizhbulyaksky District, Republic of Bashkortostan) یک شهرک در شهرستان بیژبولیاکسکی باشقیرستان کشور روسیه است.